# Arturo Brion
Arturo D. Brion (Manilla, 29 december 1946) is een voormalig Filipijns rechter. Brion was van 2008 tot en met 2016 rechter van het Filipijns hooggerechtshof. Daarvoor was hij minister van Arbeid en Werkgelegenheid in het kabinet van Gloria Macapagal-Arroyo.

## Biografie

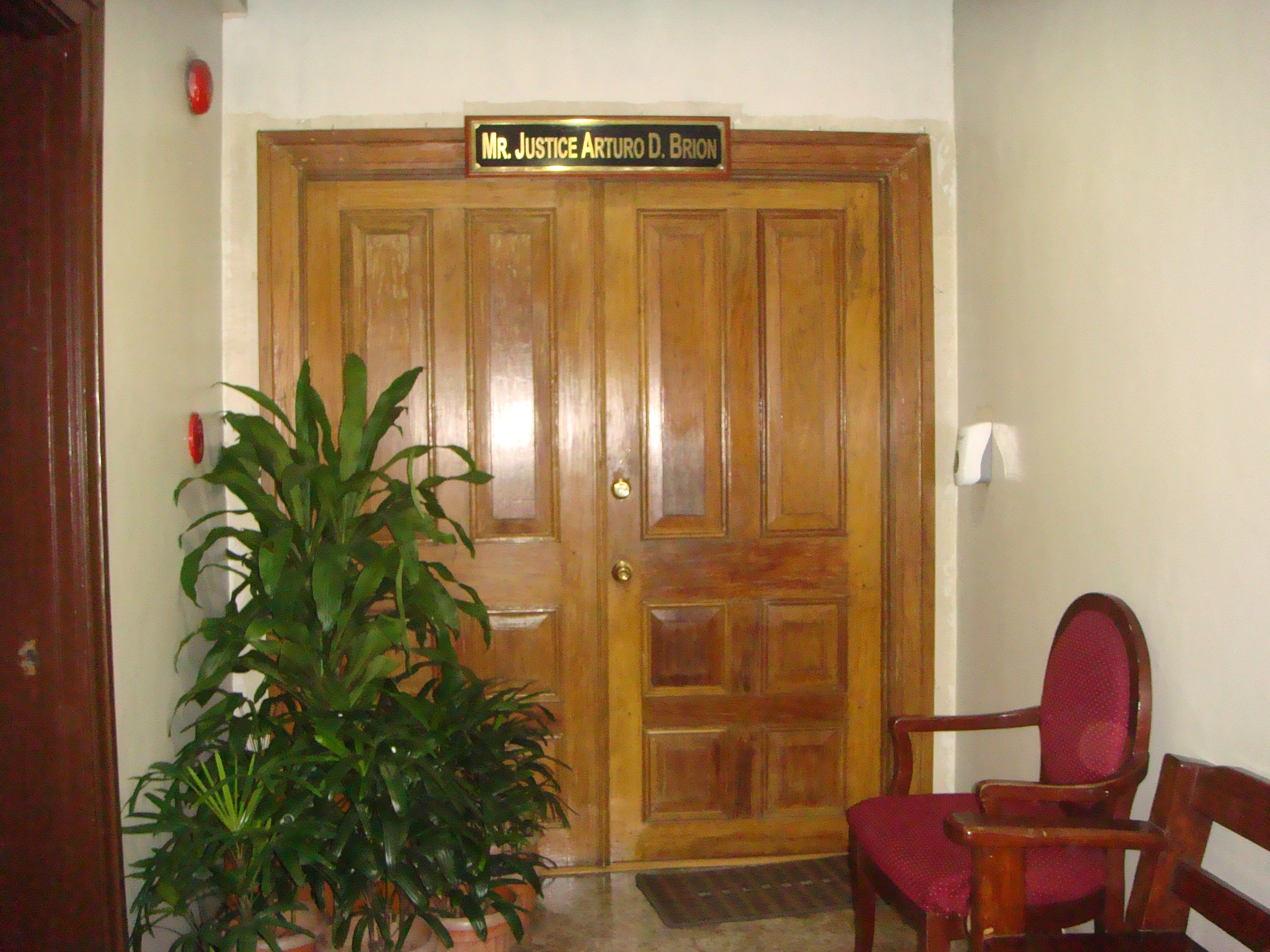
werkkamer van Arturo Brion

Brion werkte in de eerste jaren van zijn carrière als advocaat bij diverse commerciële kantoren. Van 1982 tot 1984 was hij directeur van het Institute of Labor and Manpower Studies. Van 1984 tot 1986 was Brion parlementslid in het Batasang Pambansa. In dezelfde periode was hij bovendien onderminister van Arbeid en Werk.
Van 1992 tot 1995 werkt Brion in Canada als juridisch adviseur van het Openbaar ministerie in Ontario. Later werd hij benoemd als rechter van het Filipijnse hof van beroep. In 2006 benoemde president Gloria Macapagal-Arroyo Brion als minister van Arbeid en Werkgelegenheid als opvolger van Patricia Santo Tomas, die zelf de nieuwe Voorzitter van de Development Bank of the Philippines werd.
Toen de hooggerechtshofrechters Romeo Callejo sr., Cancio Garcia en Angelina Sandoval-Gutierrez kort achtereen met pensioen met pensioen gingen was Brion een van de door het Judicial and Bar Council genomineerde rechters voor de vrijgekomen posities. Op 17 maart 2008 werd hij door president Gloria Macapagal-Arroyo benoemd als opvolger van Angelina Sandoval-Gutierrez. Op zijn 70e verjaardag in 2016 volgde zijn, wettelijk verplicht, pensioen als rechter.
Arturo Brion is getrouwd met Antonietta C. Articona en samen hebben ze twee kinderen gekregen.